# N-Heptane
L'heptane ou n-heptane est l'hydrocarbure saturé de la famille des alcanes linéaires de formule C7H16.